# Сірчі
Сирчі (словен. Sirči) — поселення в общині Копер, Регіон Обално-крашка, Словенія. Висота над рівнем моря: 396,4 м.